# ATP Challenger Series 1998
L'ATP Challenger Series è il secondo livello di tornei per professionisti organizzata dall'ATP. Il circuito prevede tornei con un montepremi che può variare da 25.000 a 150.000 dollari.

## Calendario

### Gennaio
| Data       | Torneo                                                                                        | Vincitori                          | Finalisti                               | Semifinalisti                        | Eliminati ai quarti                                              |
| ---------- | --------------------------------------------------------------------------------------------- | ---------------------------------- | --------------------------------------- | ------------------------------------ | ---------------------------------------------------------------- |
| 26 gennaio | Intersport Heilbronn Open 1998 Heilbronn, Germania Cemento Indoor $100 000 Singolare - Doppio | Martin Sinner 6–0, 3–6, 6–3        | Gianluca Pozzi                          | Marco Meneschincheri Bernd Karbacher | Geoff Grant Rodolphe Gilbert Stefano Pescosolido Andrej Čerkasov |
| 26 gennaio | Intersport Heilbronn Open 1998 Heilbronn, Germania Cemento Indoor $100 000 Singolare - Doppio | Goeff Grant Mark Merklein 6–3, 7–6 | Stefano Pescosolido Vincenzo Santopadre | Marco Meneschincheri Bernd Karbacher | Geoff Grant Rodolphe Gilbert Stefano Pescosolido Andrej Čerkasov |

### Febbraio
| Data        | Torneo | Vincitori                                        | Finalisti                              | Semifinalisti                       | Eliminati ai quarti                                                |
| ----------- | --- | ------------------------------------------------ | -------------------------------------- | ----------------------------------- | ------------------------------------------------------------------ |
| 2 febbraio  | Lippstadt Challenger 1998 Lippstadt, Germania Sintetico indoor $25 000 Singolare - Doppio                       | Dirk Dier 7–6, 4–3 rit.                          | Marzio Martelli                        | Cristiano Caratti Andrei Pavel      | Wolfgang Schranz Marat Safin Andrew Richardson Stefano Pescosolido |
| 2 febbraio  | Lippstadt Challenger 1998 Lippstadt, Germania Sintetico indoor $25 000 Singolare - Doppio                       | Andrew Richardson Myles Wakefield 4–6, 7–6, 6–4  | Raemon Sluiter Peter Wessels           | Cristiano Caratti Andrei Pavel      | Wolfgang Schranz Marat Safin Andrew Richardson Stefano Pescosolido |
| 2 febbraio  | West Bloomfield Pro Indoor USTA Challenger 1998 West Bloomfield, Stati Uniti Cemento $50 000 Singolare - Doppio | Alex O'Brien 4–6, 6–3, 6–4                       | Grant Doyle                            | Doug Flach Sébastien de Chaunac     | Jan-Michael Gambill Gabriel Trifu David Caldwell Laurence Tieleman |
| 2 febbraio  | West Bloomfield Pro Indoor USTA Challenger 1998 West Bloomfield, Stati Uniti Cemento $50 000 Singolare - Doppio | Jim Thomas Laurence Tieleman 7–6, 6–4            | Alejandro Hernández David Roditi       | Doug Flach Sébastien de Chaunac     | Jan-Michael Gambill Gabriel Trifu David Caldwell Laurence Tieleman |
| 9 febbraio  | Volkswagen Challenger 1998 Wolfsburg, Germania Sintetico Indoor $25 000 Singolare - Doppio                      | Ivo Heuberger 6–7, 6–4, 6–4                      | Dirk Dier                              | Gerald Mandl Dennis van Scheppingen | Michael Kohlmann Marat Safin Ulrich Jasper Seetzen Orlin Stanojčev |
| 9 febbraio  | Volkswagen Challenger 1998 Wolfsburg, Germania Sintetico Indoor $25 000 Singolare - Doppio                      | Marat Safin Dušan Vemić 6–4, 4–6, 6–2            | Jan-Ralph Brandt Thomas Messmer        | Gerald Mandl Dennis van Scheppingen | Michael Kohlmann Marat Safin Ulrich Jasper Seetzen Orlin Stanojčev |
| 16 febbraio | Lubeck Challenger 1998 Lubecca, Germania Sintetico Indoor $125 000 Singolare - Doppio                           | Peter Wessels 7–6, 6–3                           | Michael Kohlmann                       | Diego Nargiso Petr Luxa             | Martin Sinner Orlin Stanojčev Stéphane Simian Lars Burgsmüller     |
| 16 febbraio | Lubeck Challenger 1998 Lubecca, Germania Sintetico Indoor $125 000 Singolare - Doppio                           | Lorenzo Manta Andrew Richardson 7–6, 6–2         | Stéphane Simian Tuomas Ketola          | Diego Nargiso Petr Luxa             | Martin Sinner Orlin Stanojčev Stéphane Simian Lars Burgsmüller     |
| 16 febbraio | Singapore Challenger 1998 Singapore, Singapore Cemento $25 000 Singolare - Doppio                               | Fernando Vicente 6–4, 6–4                        | Juan Antonio Marín                     | Gérard Solvès Álex Calatrava        | Todd Larkham Márcio Carlsson Andrew Ilie Frédéric Fontang          |
| 16 febbraio | Singapore Challenger 1998 Singapore, Singapore Cemento $25 000 Singolare - Doppio                               | Jim Thomas Laurence Tieleman 6–3, 3–6, 7–6       | James Holmes Andrew Painter            | Gérard Solvès Álex Calatrava        | Todd Larkham Márcio Carlsson Andrew Ilie Frédéric Fontang          |
| 23 febbraio | Challenger DCNS de Cherbourg 1998 Cherbourg, Francia Cemento Indoor $50 000 Singolare - Doppio                  | Jérôme Golmard 3–6, 6–4, 6–3                     | Gianluca Pozzi                         | Arnaud Clément Sébastien Grosjean   | Marco Meneschincheri Stéphane Simian Olivier Delaître              |
| 23 febbraio | Challenger DCNS de Cherbourg 1998 Cherbourg, Francia Cemento Indoor $50 000 Singolare - Doppio                  | Massimo Ardinghi Massimo Bertolini 6–3, 2–6, 6–4 | Jean-Philippe Fleurian Stéphane Simian | Arnaud Clément Sébastien Grosjean   | Marco Meneschincheri Stéphane Simian Olivier Delaître              |
| 23 febbraio | Ho Chi Minh Challenger 1998 Ho Chi Minh, Vietnam Cemento $50 000+H Singolare - Doppio                           | André Sá 6–3, 3–6, 6–2                           | Juan Antonio Marín                     | Álex Calatrava Jacobo Díaz          | Takao Suzuki Jean-Baptiste Perlant Fernando Vicente Alberto Martín |
| 23 febbraio | Ho Chi Minh Challenger 1998 Ho Chi Minh, Vietnam Cemento $50 000+H Singolare - Doppio                           | Mahesh Bhupathi Peter Tramacchi 6–4, 6–0         | Maks Mirny Kevin Ullyett               | Álex Calatrava Jacobo Díaz          | Takao Suzuki Jean-Baptiste Perlant Fernando Vicente Alberto Martín |

### Marzo
| Data     | Torneo | Vincitori                                    | Finalisti                       | Semifinalii                           | Eliminati ai quarti                                                    |
| -------- | --- | -------------------------------------------- | ------------------------------- | ------------------------------------- | ---------------------------------------------------------------------- |
| 2 marzo  | Bangkok Challenger 1998 Bangkok, Thailandia Cemento $100 000 Singolare - Doppio                                 | Leander Paes 6–4, 7–5                        | Gouichi Motomura                | Peter Tramacchi Gérard Solvès         | Frédéric Fontang Márcio Carlsson Wolfgang Schranz Álex Calatrava       |
| 2 marzo  | Bangkok Challenger 1998 Bangkok, Thailandia Cemento $100 000 Singolare - Doppio                                 | Peter Tramacchi Kevin Ullyett 6–4, 6–3       | Gábor Köves Attila Sávolt       | Peter Tramacchi Gérard Solvès         | Frédéric Fontang Márcio Carlsson Wolfgang Schranz Álex Calatrava       |
| 2 marzo  | Magdeburg Challenger 1998 Magdeburgo, Germania Sintetico Indoor $25 000+H Singolare - Doppio                    | Lars Burgsmüller 6–4, 6–3                    | Andrei Pavel                    | Christian Vinck Petr Luxa             | Gianluca Pozzi Orlin Stanojčev Rodolphe Gilbert Mosè Navarra           |
| 2 marzo  | Magdeburg Challenger 1998 Magdeburgo, Germania Sintetico Indoor $25 000+H Singolare - Doppio                    | Eyal Erlich Mosè Navarra 4–6, 6–1, 6–4       | Marcos Ondruska Chris Wilkinson | Christian Vinck Petr Luxa             | Gianluca Pozzi Orlin Stanojčev Rodolphe Gilbert Mosè Navarra           |
| 9 marzo  | Shimadzu All Japan Indoor Tennis Championships 1998 Kyoto, Giappone Cemento Indoor $25 000+H Singolare - Doppio | Michael Kohlmann 7–6, 3–6, 6–3               | Steve Campbell                  | Ota Fukárek Hideki Kaneko             | Mahesh Bhupathi Grant Doyle Peter Tramacchi Ryuso Tsujino              |
| 9 marzo  | Shimadzu All Japan Indoor Tennis Championships 1998 Kyoto, Giappone Cemento Indoor $25 000+H Singolare - Doppio | Takao Suzuki Kevin Ullyett 4–6, 6–1, 6–4     | Óscar Ortiz Maurice Ruah        | Ota Fukárek Hideki Kaneko             | Mahesh Bhupathi Grant Doyle Peter Tramacchi Ryuso Tsujino              |
| 9 marzo  | Challenger Salinas 1998 Salinas, Ecuador Cemento $25 000+H Singolare - Doppio                                   | André Sá 7–5, 5–7, 6–4                       | Guillermo Cañas                 | Joaquín Muñoz Hernández Ramón Delgado | Emilio Benfele Álvarez Jean-Philippe Fleurian Michael Sell Geoff Grant |
| 9 marzo  | Challenger Salinas 1998 Salinas, Ecuador Cemento $25 000+H Singolare - Doppio                                   | David DiLucia Michael Sell 7–6, 6–4          | Mariano Hood Sebastián Prieto   | Joaquín Muñoz Hernández Ramón Delgado | Emilio Benfele Álvarez Jean-Philippe Fleurian Michael Sell Geoff Grant |
| 30 marzo | Open Barletta 1998 Barletta, Italia Terra Rossa $25 000+H Singolare - Doppio                                    | Francisco Cabello 6–4, 6–4                   | Salvador Navarro Gutiérrez      | Vincenzo Santopadre Marcello Craca    | Álex López Morón Álex Calatrava Juan Luis Rascón Lope Joan Balcells    |
| 30 marzo | Open Barletta 1998 Barletta, Italia Terra Rossa $25 000+H Singolare - Doppio                                    | Joan Balcells Juan Ignacio Carrasco 7–6, 6–3 | Thomas Strengberger Dušan Vemić | Vincenzo Santopadre Marcello Craca    | Álex López Morón Álex Calatrava Juan Luis Rascón Lope Joan Balcells    |

### Aprile
| Data      | Torneo                                                                                          | Vincitori                                  | Finalisti                        | Semifinalii                           | Eliminati ai quarti                                                  |
| --------- | ----------------------------------------------------------------------------------------------- | ------------------------------------------ | -------------------------------- | ------------------------------------- | -------------------------------------------------------------------- |
| 6 aprile  | XL Bermuda Open 1998 Paget, Bermuda Terra verde $100 000 Singolare - Doppio                     | Hernán Gumy 7–6, 4–6, 6–2                  | Lucas Arnold Ker                 | Franco Squillari Richey Reneberg      | Michael Kohlmann Todd Larkham Marcelo Charpentier MaliVai Washington |
| 6 aprile  | XL Bermuda Open 1998 Paget, Bermuda Terra verde $100 000 Singolare - Doppio                     | Doug Flach Richey Reneberg 3–6, 6–4, 6–2   | Andrej Čerkasov Rodolphe Gilbert | Franco Squillari Richey Reneberg      | Michael Kohlmann Todd Larkham Marcelo Charpentier MaliVai Washington |
| 6 aprile  | Tennis Napoli Cup 1998 Napoli, Italia Terra rossa $50 000+H Singolare - Doppio                  | Davide Sanguinetti 6–4, 6–4                | Marat Safin                      | Răzvan Sabău Diego Nargiso            | Sébastien Grosjean Michal Tabara Adrian Voinea Ján Krošlák           |
| 6 aprile  | Tennis Napoli Cup 1998 Napoli, Italia Terra rossa $50 000+H Singolare - Doppio                  | Massimo Bertolini Devin Bowen 7–6, 6–2     | Tamer El-Sawy Gábor Köves        | Răzvan Sabău Diego Nargiso            | Sébastien Grosjean Michal Tabara Adrian Voinea Ján Krošlák           |
| 6 aprile  | San Luis Potosí Challenger 1998 San Luis Potosí, Messico Terra rossa $50 000 Singolare - Doppio | Luis Morejón 6–1, 2–6, 6–4                 | Andrés Zingman                   | Marco Osorio Tomáš Zíb                | Tomas Behrend Peter Wessels Kristian Capalik Laurence Tieleman       |
| 6 aprile  | San Luis Potosí Challenger 1998 San Luis Potosí, Messico Terra rossa $50 000 Singolare - Doppio | Edwin Kempes Peter Wessels 7–6, 4–6, 7–5   | José Frontera Bobby Kokavec      | Marco Osorio Tomáš Zíb                | Tomas Behrend Peter Wessels Kristian Capalik Laurence Tieleman       |
| 13 aprile | Birmingham Challenger 1998 Birmingham, USA Terra verde $50 000+H Singolare - Doppio             | Christian Ruud 2–6, 6–1, 6–1               | Johan Van Herck                  | Franco Squillari Mariano Zabaleta     | Todd Larkham Sebastián Prieto Márcio Carlsson Dirk Dier              |
| 13 aprile | Birmingham Challenger 1998 Birmingham, USA Terra verde $50 000+H Singolare - Doppio             | Doug Flach David Witt 6–4, 7–5             | Eyal Erlich Eric Taino           | Franco Squillari Mariano Zabaleta     | Todd Larkham Sebastián Prieto Márcio Carlsson Dirk Dier              |
| 13 aprile | Nice Challenger 1998 Nizza, Francia Terra rossa €42 000+H Singolare - Doppio                    | Mariano Puerta 6–7, 6–4, 6–4               | Arnaud Di Pasquale               | Magnus Norman Martín Rodríguez        | Álex López Morón Marcello Craca Guillermo Cañas Dušan Vemić          |
| 13 aprile | Nice Challenger 1998 Nizza, Francia Terra rossa €42 000+H Singolare - Doppio                    | Devin Bowen Mariano Hood 7–5, 3–6, 6–4     | Mariano Puerta André Sá          | Magnus Norman Martín Rodríguez        | Álex López Morón Marcello Craca Guillermo Cañas Dušan Vemić          |
| 13 aprile | Puerto Vallarta Challenger 1998 Puerto Vallarta, Messico Cemento $50 000 Singolare - Doppio     | Geoff Grant 6–2, 6–4                       | Mariano Sánchez                  | Maurice Ruah Régis Lavergne           | Wade McGuire Tomas Behrend Laurence Tieleman Luis Herrera            |
| 13 aprile | Puerto Vallarta Challenger 1998 Puerto Vallarta, Messico Cemento $50 000 Singolare - Doppio     | Luis Herrera Gabriel Trifu 6–3, 6–4        | Ota Fukárek Régis Lavergne       | Maurice Ruah Régis Lavergne           | Wade McGuire Tomas Behrend Laurence Tieleman Luis Herrera            |
| 13 aprile | Vadodara Challenger 1998 Vadodara, India Erba $50 000 Singolare - Doppio                        | Peter Tramacchi 7–6, 6–7, 6–3              | Antony Dupuis                    | Leander Paes Jan Krejčí               | Mosè Navarra Eyal Ran Wesley Whitehouse Srinath Prahlad              |
| 13 aprile | Vadodara Challenger 1998 Vadodara, India Erba $50 000 Singolare - Doppio                        | Myles Wakefield Wesley Whitehouse 7–6, 7–6 | Maks Mirny Peter Tramacchi       | Leander Paes Jan Krejčí               | Mosè Navarra Eyal Ran Wesley Whitehouse Srinath Prahlad              |
| 20 aprile | Espinho Challenger 1998 Espinho, Portogallo Terra rossa $25 000+H Singolare - Doppio            | Guillermo Cañas 6–1, 2–6, 6–2              | Mariano Puerta                   | Jacobo Díaz Stefan Koubek             | Fernando Meligeni Bernardo Mota Martín Rodríguez André Sá            |
| 20 aprile | Espinho Challenger 1998 Espinho, Portogallo Terra rossa $25 000+H Singolare - Doppio            | Jens Knippschild Stephen Noteboom 7–6, 7–5 | Alberto Martín Tomáš Anzari      | Jacobo Díaz Stefan Koubek             | Fernando Meligeni Bernardo Mota Martín Rodríguez André Sá            |
| 20 aprile | Prague Open 1998 Praga, Repubblica Ceca Terra rossa $75 000 Singolare - Doppio                  | Michal Tabara 6–2, 6–1                     | Wolfgang Schranz                 | Oleg Ogorodov Joaquín Muñoz Hernández | Andrej Čerkasov Jean-Baptiste Perlant Gérard Solvès Petr Kralert     |
| 20 aprile | Prague Open 1998 Praga, Repubblica Ceca Terra rossa $75 000 Singolare - Doppio                  | Joan Balcells Nenad Zimonjić 7–6, 7–6      | Jiří Novák Radek Štěpánek        | Oleg Ogorodov Joaquín Muñoz Hernández | Andrej Čerkasov Jean-Baptiste Perlant Gérard Solvès Petr Kralert     |

### Maggio
| Data      | Torneo                                                                               | Vincitori                                      | Finalisti                         | Semifinalii                         | Eliminati ai quarti                                            |
| --------- | ------------------------------------------------------------------------------------ | ---------------------------------------------- | --------------------------------- | ----------------------------------- | -------------------------------------------------------------- |
| 4 maggio  | Jerusalem Challenger 1998 Gerusalemme, Israele Cemento $35 000+H Singolare - Doppio  | Neville Godwin 6–4, 7–6                        | Gabriel Trifu                     | David Nainkin Răzvan Sabău          | Julian Knowle Olivier Mutis Eyal Erlich Markus Hantschk        |
| 4 maggio  | Jerusalem Challenger 1998 Gerusalemme, Israele Cemento $35 000+H Singolare - Doppio  | Noam Behr Eyal Erlich walkover                 | Neville Godwin David Nainkin      | David Nainkin Răzvan Sabău          | Julian Knowle Olivier Mutis Eyal Erlich Markus Hantschk        |
| 4 maggio  | BMW Ljubljana Open 1998 Lubiana, Slovenia Terra rossa $100 000+H Singolare - Doppio  | Dinu Pescariu 7–6, 2–6, 6–3                    | Adrian Voinea                     | Marat Safin Vincenzo Santopadre     | Sebastián Prieto Guillermo Cañas Radomír Vašek Marcos Ondruska |
| 4 maggio  | BMW Ljubljana Open 1998 Lubiana, Slovenia Terra rossa $100 000+H Singolare - Doppio  | Marius Barnard Stephen Noteboom 7–6, 6–7, 7–6  | Alberto Martín Tomáš Anzari       | Marat Safin Vincenzo Santopadre     | Sebastián Prieto Guillermo Cañas Radomír Vašek Marcos Ondruska |
| 11 maggio | Dresden Challenger 1998 Dresda, Germania Terra rossa $100 000+H Singolare - Doppio   | Dirk Dier 0–6, 6–1, 6–4                        | Markus Hantschk                   | Renzo Furlan Oliver Gross           | Orlin Stanojčev Tuomas Ketola Martín Rodríguez Attila Sávolt   |
| 11 maggio | Dresden Challenger 1998 Dresda, Germania Terra rossa $100 000+H Singolare - Doppio   | Pablo Albano Sander Groen 6–4, 6–3             | James Holmes Andrew Painter       | Renzo Furlan Oliver Gross           | Orlin Stanojčev Tuomas Ketola Martín Rodríguez Attila Sávolt   |
| 11 maggio | Kosice Challenger 1998 Košice, Slovacchia Terra rossa $100 000+H Singolare - Doppio  | Dominik Hrbatý 7–5, 6–4                        | Fernando Meligeni                 | Guillermo Cañas Adrian Voinea       | Jacobo Díaz Stefan Koubek Iztok Božič Álex López Morón         |
| 11 maggio | Kosice Challenger 1998 Košice, Slovacchia Terra rossa $100 000+H Singolare - Doppio  | Jiří Novák David Rikl 7–6, 6–4                 | Nebojša Đorđević Marcos Ondruska  | Guillermo Cañas Adrian Voinea       | Jacobo Díaz Stefan Koubek Iztok Božič Álex López Morón         |
| 18 maggio | Budapest Challenger 1998 Budapest, Ungheria Terra rossa $35 000+H Singolare - Doppio | Marcos Ondruska 4–6, 7–5, 7–6                  | Davide Sanguinetti                | Karim Alami Joaquín Muñoz Hernández | Alexandre Strambini Dinu Pescariu Stefan Koubek Ján Krošlák    |
| 18 maggio | Budapest Challenger 1998 Budapest, Ungheria Terra rossa $35 000+H Singolare - Doppio | Chris Haggard Paul Rosner 6–4, 6–2             | Diego del Río Grant Silcock       | Karim Alami Joaquín Muñoz Hernández | Alexandre Strambini Dinu Pescariu Stefan Koubek Ján Krošlák    |
| 25 maggio | Kiev Challenger 1998 Kiev, Ucraina Terra rossa $35 000+H Singolare - Doppio          | Nenad Zimonjić 6–3, 6–3                        | Ján Krošlák                       | Jan Weinzierl Francisco Costa       | Gabriel Trifu Kim Tiilikainen Elia Grossi Vladimir Volčkov     |
| 25 maggio | Kiev Challenger 1998 Kiev, Ucraina Terra rossa $35 000+H Singolare - Doppio          | Thomas Buchmayer Thomas Strengberger 6–4, 7–6  | Jeff Coetzee Jim Thomas           | Jan Weinzierl Francisco Costa       | Gabriel Trifu Kim Tiilikainen Elia Grossi Vladimir Volčkov     |
| 25 maggio | Medellin Challenger 1998 Medellin, Colombia Terra rossa $35 000+H Singolare - Doppio | Adriano Ferreira 6–0, 6–4                      | Rogier Wassen                     | Daniele Bracciali Jared Palmer      | Martín García Alejandro Aramburú Hideki Kaneko Cristiano Testa |
| 25 maggio | Medellin Challenger 1998 Medellin, Colombia Terra rossa $35 000+H Singolare - Doppio | Adriano Ferreira Cristiano Testa 3–6, 6–1, 6–2 | Juan-Camilo Gamboa Mauricio Hadad | Daniele Bracciali Jared Palmer      | Martín García Alejandro Aramburú Hideki Kaneko Cristiano Testa |

### Giugno
| Data      | Torneo                                                                                         | Vincitori                                      | Finalisti                              | Semifinalii                              | Eliminati ai quarti                                                       |
| --------- | ---------------------------------------------------------------------------------------------- | ---------------------------------------------- | -------------------------------------- | ---------------------------------------- | ------------------------------------------------------------------------- |
| 1º giugno | Unicredit Czech Open 1998 Prostějov, Repubblica Ceca Terra rossa €127 000+H Singolare - Doppio | Richard Fromberg 6–2, 6–2                      | Andrew Ilie                            | Magnus Gustafsson Dinu Pescariu          | Jiří Novák Bohdan Ulihrach Álex Calatrava Óscar Serrano Gámez             |
| 1º giugno | Unicredit Czech Open 1998 Prostějov, Repubblica Ceca Terra rossa €127 000+H Singolare - Doppio | Edwin Kempes Peter Wessels 6–4, 7–5            | Tomáš Cibulec Tomáš Krupa              | Magnus Gustafsson Dinu Pescariu          | Jiří Novák Bohdan Ulihrach Álex Calatrava Óscar Serrano Gámez             |
| 1º giugno | Surbiton Trophy 1998 Surbiton, Gran Bretagna Erba €30 000+H Singolare - Doppio                 | Gianluca Pozzi 6–4, 6–3                        | Kevin Ullyett                          | Chris Wilkinson Arne Thoms               | Wayne Arthurs Peter Tramacchi Alejandro Hernández Gastón Etlis            |
| 1º giugno | Surbiton Trophy 1998 Surbiton, Gran Bretagna Erba €30 000+H Singolare - Doppio                 | Sandon Stolle Peter Tramacchi 4–6, 7–6, 6–4    | Mark Merklein Michael Sell             | Chris Wilkinson Arne Thoms               | Wayne Arthurs Peter Tramacchi Alejandro Hernández Gastón Etlis            |
| 1º giugno | Schickedanz Open 1998 Fürth, Germania Terra rossa €30 000+H Singolare - Doppio                 | Christian Ruud 6–4, 7–5                        | Jan Frode Andersen                     | Albert Portas Renzo Furlan               | Michael Kohlmann Stefan Koubek Markus Hantschk Alberto Martín             |
| 1º giugno | Schickedanz Open 1998 Fürth, Germania Terra rossa €30 000+H Singolare - Doppio                 | Álex López Morón Albert Portas 6–4, 6–4        | Juan Ignacio Carrasco Martín Rodríguez | Albert Portas Renzo Furlan               | Michael Kohlmann Stefan Koubek Markus Hantschk Alberto Martín             |
| 8 giugno  | Split Challenger 1998 Spalato, Croazia Terra rossa €30 000+H Singolare - Doppio                | Orlin Stanojčev 7–6, 6–4                       | Attila Sávolt                          | Vincenzo Santopadre Marco Meneschincheri | Arnaud Di Pasquale Geoff Grant Adrian Voinea Marcos Ondruska              |
| 8 giugno  | Split Challenger 1998 Spalato, Croazia Terra rossa €30 000+H Singolare - Doppio                | Geoff Grant Attila Sávolt 4–6, 6–3, 6–2        | Álex López Morón Alberto Martín        | Vincenzo Santopadre Marco Meneschincheri | Arnaud Di Pasquale Geoff Grant Adrian Voinea Marcos Ondruska              |
| 8 giugno  | Weiden Challenger 1998 Weiden, Germania Terra rossa $35 000+H Singolare - Doppio               | Agustín Calleri 6–2, 6–1                       | Gastón Etlis                           | Andrej Čerkasov Thomas Larsen            | Edwin Kempes Jean-Baptiste Perlant Peter Wessels Jiří Vaněk               |
| 8 giugno  | Weiden Challenger 1998 Weiden, Germania Terra rossa $35 000+H Singolare - Doppio               | Nuno Marques Nenad Zimonjić 6–4, 3–6, 6–3      | Simon Aspelin Chris Tontz              | Andrej Čerkasov Thomas Larsen            | Edwin Kempes Jean-Baptiste Perlant Peter Wessels Jiří Vaněk               |
| 15 giugno | Nord LB Open 1998 Braunschweig, Germania Terra rossa €106 000+H Singolare - Doppio             | Franco Squillari 6–2, 4–6, 6–1                 | Lucas Arnold Ker                       | Fernando Vicente Hernán Gumy             | Markus Hantschk Albert Portas Galo Blanco Carlos Costa                    |
| 15 giugno | Nord LB Open 1998 Braunschweig, Germania Terra rossa €106 000+H Singolare - Doppio             | Tomás Carbonell Francisco Roig 6–2, 7–6        | Joan Balcells Emanuel Couto            | Fernando Vicente Hernán Gumy             | Markus Hantschk Albert Portas Galo Blanco Carlos Costa                    |
| 15 giugno | Zagreb Open 1998 Zagabria, Croazia Terra rossa $50 000+H Singolare - Doppio                    | Jiří Novák 7–5, 6–1                            | Mariano Puerta                         | Adrian Voinea Jean-Baptiste Perlant      | Julián Alonso Younes El Aynaoui Kim Tiilikainen Javier Sánchez            |
| 15 giugno | Zagreb Open 1998 Zagabria, Croazia Terra rossa $50 000+H Singolare - Doppio                    | Julián Alonso Mariano Puerta 6–1, 6–4          | Eduardo Nicolás Espin Germán Puentes   | Adrian Voinea Jean-Baptiste Perlant      | Julián Alonso Younes El Aynaoui Kim Tiilikainen Javier Sánchez            |
| 22 giugno | Canella Challenger 1998 Biella, Italia Terra rossa $50 000 Singolare - Doppio                  | Andrew Ilie 6–7, 6–4, 6–4                      | Jean-Baptiste Perlant                  | Martín Rodríguez Joan Balcells           | Eric Taino Óscar Serrano Gámez Mariano Zabaleta Vincenzo Santopadre       |
| 22 giugno | Canella Challenger 1998 Biella, Italia Terra rossa $50 000 Singolare - Doppio                  | Diego del Río Eric Taino 7–6, 5–7, 6–2         | Emanuel Couto João Cunha e Silva       | Martín Rodríguez Joan Balcells           | Eric Taino Óscar Serrano Gámez Mariano Zabaleta Vincenzo Santopadre       |
| 22 giugno | Eisenach Challenger 1998 Eisenach, Germania Terra rossa €106 000+H Singolare - Doppio          | Edwin Kempes 7–6, 6–3                          | Marco Meneschincheri                   | Charles Auffray Dirk Dier                | Stefan Koubek Rene Nicklisch Oleg Ogorodov Agustín Garizzio               |
| 22 giugno | Eisenach Challenger 1998 Eisenach, Germania Terra rossa €106 000+H Singolare - Doppio          | Jaime Oncins Cristiano Testa 6–1, 6–3          | Rene Nicklisch Patrick Sommer          | Charles Auffray Dirk Dier                | Stefan Koubek Rene Nicklisch Oleg Ogorodov Agustín Garizzio               |
| 22 giugno | Příbram Challenger 1998 Příbram, Repubblica Ceca Terra rossa €106 000+H Singolare - Doppio     | Arnaud Di Pasquale 6–3, 6–1                    | Radek Štěpánek                         | George Bastl Diego Moyano                | Noam Behr Tomáš Zíb David Caldwell Andrés Schneiter                       |
| 22 giugno | Příbram Challenger 1998 Příbram, Repubblica Ceca Terra rossa €106 000+H Singolare - Doppio     | Ota Fukárek Udo Plamberger 2–6, 6–3, 6–4       | Petr Pála Radek Štěpánek               | George Bastl Diego Moyano                | Noam Behr Tomáš Zíb David Caldwell Andrés Schneiter                       |
| 29 giugno | Denver Challenger 1998 Denver, USA Cemento €106 000+H Singolare - Doppio                       | Takao Suzuki 6–3, 4–6, 6–4                     | Justin Bower                           | Glenn Weiner Cristiano Caratti           | Christian Vinck Eyal Erlich Hideki Kaneko Grant Doyle                     |
| 29 giugno | Denver Challenger 1998 Denver, USA Cemento €106 000+H Singolare - Doppio                       | Michael Hill Glenn Weiner 7–6, 6–4             | Justin Bower Troy Budgen               | Glenn Weiner Cristiano Caratti           | Christian Vinck Eyal Erlich Hideki Kaneko Grant Doyle                     |
| 29 giugno | Montauban Challenger 1998 Montauban, Francia Terra rossa €42 000+H Singolare - Doppio          | Edwin Kempes 7–5, 6–3                          | Wolfgang Schranz                       | Rogier Wassen Răzvan Sabău               | Arnaud Clément Salvador Navarro Gutiérrez Thierry Champion Eduardo Medica |
| 29 giugno | Montauban Challenger 1998 Montauban, Francia Terra rossa €42 000+H Singolare - Doppio          | Eduardo Nicolás Espin Germán Puentes 7–5, 7–5  | Edwin Kempes Rogier Wassen             | Rogier Wassen Răzvan Sabău               | Arnaud Clément Salvador Navarro Gutiérrez Thierry Champion Eduardo Medica |
| 29 giugno | Ulm Challenger 1998 Ulma, Germania Terra rossa €42 000+H Singolare - Doppio                    | Younes El Aynaoui 6–4, 6–3                     | Dinu Pescariu                          | Christian Ruud Orlin Stanojčev           | Álex López Morón Marcello Craca Radomír Vašek Martín Rodríguez            |
| 29 giugno | Ulm Challenger 1998 Ulma, Germania Terra rossa €42 000+H Singolare - Doppio                    | Márcio Carlsson Jaime Oncins 6–4, 6–7, 6–3     | Dirk Dier Michael Kohlmann             | Christian Ruud Orlin Stanojčev           | Álex López Morón Marcello Craca Radomír Vašek Martín Rodríguez            |
| 29 giugno | Venice Challenger 1998 Venezia, Italia Terra rossa €42 000+H Singolare - Doppio                | Adrian Voinea 6–3, 6–3                         | Franco Squillari                       | Mariano Puerta Stefan Koubek             | Luis Morejón Dominik Hrbatý Fernando Vicente Marzio Martelli              |
| 29 giugno | Venice Challenger 1998 Venezia, Italia Terra rossa €42 000+H Singolare - Doppio                | Nebojša Đorđević Marcos Ondruska 1–6, 6–1, 6–2 | Massimo Bertolini Sander Groen         | Mariano Puerta Stefan Koubek             | Luis Morejón Dominik Hrbatý Fernando Vicente Marzio Martelli              |

### Luglio
| Data      | Torneo                                                                                       | Vincitori                                       | Finalisti                           | Semifinalii                           | Eliminati ai quarti                                                      |
| --------- | -------------------------------------------------------------------------------------------- | ----------------------------------------------- | ----------------------------------- | ------------------------------------- | ------------------------------------------------------------------------ |
| 6 luglio  | West of England Challenger 1998 Bristol, Gran Bretagna Erba €42 000+H Singolare - Doppio     | Denis van Uffelen 6–3, 6–2                      | Adriano Ferreira                    | Peter Wessels Nick Gould              | Gerald Mandl Olivier Mutis Julien Boutter Wayne Arthurs                  |
| 6 luglio  | West of England Challenger 1998 Bristol, Gran Bretagna Erba €42 000+H Singolare - Doppio     | Maks Mirny Vladimir Volčkov 6–4, 3–6, 7–6       | Wayne Arthurs Ben Ellwood           | Peter Wessels Nick Gould              | Gerald Mandl Olivier Mutis Julien Boutter Wayne Arthurs                  |
| 6 luglio  | Challenger Banque Nationale de Granby 1998 Granby, Canada Cemento $50 000 Singolare - Doppio | Takao Suzuki 7–6, 6–3                           | David Caldwell                      | Alejandro Hernández Cristiano Caratti | Christian Vinck Yoon Yong-il Michael Russell Ronald Agénor               |
| 6 luglio  | Challenger Banque Nationale de Granby 1998 Granby, Canada Cemento $50 000 Singolare - Doppio | Gouichi Motomura Takao Suzuki 7–6, 6–1          | Bobby Kokavec Frédéric Niemeyer     | Alejandro Hernández Cristiano Caratti | Christian Vinck Yoon Yong-il Michael Russell Ronald Agénor               |
| 6 luglio  | Oberstaufen Cup 1998 Oberstaufen, Germania Terra rossa €30 000 Singolare - Doppio            | Wolfgang Schranz 6–4, 6–2                       | Rogier Wassen                       | Michal Tabara Nenad Zimonjić          | Roberto Carretero Jaime Oncins Petr Luxa Daniele Musa                    |
| 6 luglio  | Oberstaufen Cup 1998 Oberstaufen, Germania Terra rossa €30 000 Singolare - Doppio            | Nuno Marques Rogier Wassen 7–6, 7–6             | Omar Camporese Dušan Vemić          | Michal Tabara Nenad Zimonjić          | Roberto Carretero Jaime Oncins Petr Luxa Daniele Musa                    |
| 6 luglio  | Ostend Challenger 1998 Ostenda, Belgio Terra rossa €30 000 Singolare - Doppio                | Andrew Ilie 6–2, 6–2                            | Martín Rodríguez                    | José Imaz Ruiz Sebastián Prieto       | Gastón Etlis Eduardo Medica Kris Goossens Filippo Messori                |
| 6 luglio  | Ostend Challenger 1998 Ostenda, Belgio Terra rossa €30 000 Singolare - Doppio                | Cristian Brandi Filippo Messori 4–6, 6–2, 6–3   | Diego del Río Vincenzo Santopadre   | José Imaz Ruiz Sebastián Prieto       | Gastón Etlis Eduardo Medica Kris Goossens Filippo Messori                |
| 13 luglio | Comerica Bank Challenger 1998 Aptos, Stati Uniti Cemento $75 000 Singolare - Doppio          | Cecil Mamiit 6–7, 6–3, 6–2                      | Takao Suzuki                        | Cristiano Caratti Michael Russell     | Adam Peterson Christian Vinck Eyal Ran Maurice Ruah                      |
| 13 luglio | Comerica Bank Challenger 1998 Aptos, Stati Uniti Cemento $75 000 Singolare - Doppio          | Mike Bryan Bob Bryan 6–4, 6–4                   | Adam Peterson Chris Tontz           | Cristiano Caratti Michael Russell     | Adam Peterson Christian Vinck Eyal Ran Maurice Ruah                      |
| 13 luglio | Contrexéville Challenger 1998 Contrexéville, Francia Terra rossa $75 000 Singolare - Doppio  | Younes El Aynaoui 6–4, 6–7, 6–0                 | Arnaud Di Pasquale                  | Álex López Morón Martín Rodríguez     | Eduardo Medica Michal Tabara Salvador Navarro Gutiérrez Rodolphe Gilbert |
| 13 luglio | Contrexéville Challenger 1998 Contrexéville, Francia Terra rossa $75 000 Singolare - Doppio  | Diego del Río Martín Rodríguez 7–6, 4–6, 6–4    | Álex López Morón Jairo Velasco, Jr. | Álex López Morón Martín Rodríguez     | Eduardo Medica Michal Tabara Salvador Navarro Gutiérrez Rodolphe Gilbert |
| 13 luglio | Manchester Trophy 1998 Manchester, Gran Bretagna Erba €30 000 Singolare - Doppio             | Chris Wilkinson 6–3, 6–4                        | Stefano Pescosolido                 | Jamie Delgado Barry Cowan             | Adriano Ferreira Alex Rădulescu Mosè Navarra Luke Milligan               |
| 13 luglio | Manchester Trophy 1998 Manchester, Gran Bretagna Erba €30 000 Singolare - Doppio             | Mosè Navarra Stefano Pescosolido 6–1, 6–7, 7–6  | Wayne Arthurs Ben Ellwood           | Jamie Delgado Barry Cowan             | Adriano Ferreira Alex Rădulescu Mosè Navarra Luke Milligan               |
| 13 luglio | Merano Challenger 1998 Merano, Italia Terra rossa $75 000 Singolare - Doppio                 | Sláva Doseděl 7–6, 7–6                          | Christian Ruud                      | Nicolás Lapentti Oliver Gross         | Donald Johnson Dirk Dier Marcello Craca David Sánchez                    |
| 13 luglio | Merano Challenger 1998 Merano, Italia Terra rossa $75 000 Singolare - Doppio                 | Pablo Albano Nicolás Lapentti 6–1, 6–1          | Giorgio Galimberti Massimo Valeri   | Nicolás Lapentti Oliver Gross         | Donald Johnson Dirk Dier Marcello Craca David Sánchez                    |
| 20 luglio | Newcastle Challenger 1998 Newcastle, Gran Bretagna Terra rossa €42 000+H Singolare - Doppio  | Agustín Calleri 6–3, 6–4                        | Salvador Navarro Gutiérrez          | Andrej Čerkasov Arnaud Di Pasquale    | Olivier Malcor Petr Luxa Eduardo Medica Dušan Vemić                      |
| 20 luglio | Newcastle Challenger 1998 Newcastle, Gran Bretagna Terra rossa €42 000+H Singolare - Doppio  | Jeff Coetzee Edwin Kempes 1–6, 7–6, 6–2         | Nebojša Đorđević Dušan Vemić        | Andrej Čerkasov Arnaud Di Pasquale    | Olivier Malcor Petr Luxa Eduardo Medica Dušan Vemić                      |
| 20 luglio | Tampere Open 1998 Tampere, Finlandia Terra rossa €42 000 Singolare - Doppio                  | Tomáš Zíb 4–6, 6–2, 7–6                         | Tommi Lenho                         | Christophe Rochus Antony Dupuis       | Kalle Flygt Rogier Wassen Fredrik Jonsson Julian Knowle                  |
| 20 luglio | Tampere Open 1998 Tampere, Finlandia Terra rossa €42 000 Singolare - Doppio                  | Tobias Hildebrand Fredrik Loven 7–6, 1–6, 6–0   | Julian Knowle Christophe Rochus     | Christophe Rochus Antony Dupuis       | Kalle Flygt Rogier Wassen Fredrik Jonsson Julian Knowle                  |
| 27 luglio | Istanbul Challenger 1998 Istanbul, Turchia Cemento $100 000+H Singolare - Doppio             | Tomáš Zíb 4–6, 6–2, 6–1                         | Petr Luxa                           | Răzvan Sabău Alex Rădulescu           | Chris Wilkinson Rodolphe Gilbert Mahesh Bhupathi Ota Fukárek             |
| 27 luglio | Istanbul Challenger 1998 Istanbul, Turchia Cemento $100 000+H Singolare - Doppio             | Petr Luxa Eyal Ran 6–4, 7–6                     | Todd Larkham Chris Wilkinson        | Răzvan Sabău Alex Rădulescu           | Chris Wilkinson Rodolphe Gilbert Mahesh Bhupathi Ota Fukárek             |
| 27 luglio | Siemens Open 1998 Scheveningen, Paesi Bassi Terra rossa €85 000 Singolare - Doppio           | Younes El Aynaoui 6–3, 6–1                      | Martín Rodríguez                    | Sebastián Prieto Raemon Sluiter       | Peter Wessels Ionuț Moldovan Markus Hantschk Martijn Belgraver           |
| 27 luglio | Siemens Open 1998 Scheveningen, Paesi Bassi Terra rossa €85 000 Singolare - Doppio           | Agustín Calleri Tobias Hildebrand 6–2, 3–6, 6–2 | Sebastián Prieto Martín Rodríguez   | Sebastián Prieto Raemon Sluiter       | Peter Wessels Ionuț Moldovan Markus Hantschk Martijn Belgraver           |
| 27 luglio | Winnetka Challenger 1998 Winnetka, USA Cemento €42 000 Singolare - Doppio                    | Geoff Grant 5–7, 6–3, 7–5                       | Diego Nargiso                       | Scott Humphries David Wheaton         | Lleyton Hewitt Takao Suzuki Mark Knowles André Sá                        |
| 27 luglio | Winnetka Challenger 1998 Winnetka, USA Cemento €42 000 Singolare - Doppio                    | Grant Silcock Myles Wakefield 1–6, 7–6, 7–6     | Geoff Grant Mark Merklein           | Scott Humphries David Wheaton         | Lleyton Hewitt Takao Suzuki Mark Knowles André Sá                        |

### Agosto
| Data      | Torneo | Vincitori                                       | Finalisti                              | Semifinalii                                | Eliminati ai quarti                                                        |
| --------- | --- | ----------------------------------------------- | -------------------------------------- | ------------------------------------------ | -------------------------------------------------------------------------- |
| 3 agosto  | Gramado Challenger 1998 Gramado, Brasile Cemento $50 000 Singolare - Doppio                                       | André Sá 6–7, 6–1, 6–4                          | Hideki Kaneko                          | Jaime Oncins Andrej Stoljarov              | Yaoki Ishii Barry Cowan Ricardo Schlachter Francisco Costa                 |
| 3 agosto  | Gramado Challenger 1998 Gramado, Brasile Cemento $50 000 Singolare - Doppio                                       | Jeff Coetzee Damien Roberts 7–5, 6–4            | Francisco Costa Gouichi Motomura       | Jaime Oncins Andrej Stoljarov              | Yaoki Ishii Barry Cowan Ricardo Schlachter Francisco Costa                 |
| 3 agosto  | Fifth Third Bank Tennis Championships 1998 Lexington, Stati Uniti Cemento $50 000 Singolare - Doppio              | Paul Goldstein 6–1, 6–4                         | Lee Hyung-taik                         | David DiLucia David Caldwell               | Cristiano Caratti Michael Joyce Cédric Kauffmann Oren Motevassel           |
| 3 agosto  | Fifth Third Bank Tennis Championships 1998 Lexington, Stati Uniti Cemento $50 000 Singolare - Doppio              | Ben Ellwood Lleyton Hewitt 5–7, 6–3, 6–2        | Paul Goldstein Jim Thomas              | David DiLucia David Caldwell               | Cristiano Caratti Michael Joyce Cédric Kauffmann Oren Motevassel           |
| 3 agosto  | Poznań Challenger 1998 Poznań, Polonia Terra rossa $50 000 Singolare - Doppio                                     | Christian Ruud 1–6, 6–3, 6–3                    | Martín Rodríguez                       | Óscar Serrano Gámez Kim Tiilikainen        | Ján Krošlák Álex López Morón Renzo Furlan Jacobo Díaz                      |
| 3 agosto  | Poznań Challenger 1998 Poznań, Polonia Terra rossa $50 000 Singolare - Doppio                                     | Sebastián Prieto Martín Rodríguez 6–3, 6–4      | Cristian Brandi Márcio Carlsson        | Óscar Serrano Gámez Kim Tiilikainen        | Ján Krošlák Álex López Morón Renzo Furlan Jacobo Díaz                      |
| 3 agosto  | Open Castilla y León 1998 Segovia, Spagna Cemento $125 000+H Singolare - Doppio                                   | Radek Štěpánek 7–5, 7–5                         | Alex Rădulescu                         | Ivo Heuberger Jordi Burillo                | Alberto Berasategui Ota Fukárek Chris Wilkinson Javier Sánchez             |
| 3 agosto  | Open Castilla y León 1998 Segovia, Spagna Cemento $125 000+H Singolare - Doppio                                   | Radek Štěpánek Tomáš Zíb 6–3, 7–6               | José Antonio Conde Rubén Fernández-Gil | Ivo Heuberger Jordi Burillo                | Alberto Berasategui Ota Fukárek Chris Wilkinson Javier Sánchez             |
| 3 agosto  | Tijuana Challenger 1998 Tijuana, Messico Cemento $50 000 Singolare - Doppio                                       | Michael Hill 7–5, 6–1                           | Alejandro Hernández                    | Igor Gaudi Marc Merry                      | Scott Humphries Noam Behr Mariano Sánchez Andy Ram                         |
| 3 agosto  | Tijuana Challenger 1998 Tijuana, Messico Cemento $50 000 Singolare - Doppio                                       | Michael Hill Scott Humphries 6–3, 6–2           | Mitch Sprengelmeyer Eric Taino         | Igor Gaudi Marc Merry                      | Scott Humphries Noam Behr Mariano Sánchez Andy Ram                         |
| 10 agosto | BH Tennis Open International Cup 1998 Belo Horizonte, Brasile Cemento $35 000+H Singolare - Doppio                | Francisco Costa 4–6, 6–2, 6–4                   | Gastón Gaudio                          | Jaime Oncins Gouichi Motomura              | Jeff Coetzee Sébastien de Chaunac Lars Jonsson Juan Ignacio Chela          |
| 10 agosto | BH Tennis Open International Cup 1998 Belo Horizonte, Brasile Cemento $35 000+H Singolare - Doppio                | Satoshi Iwabuchi Thomas Shimada 6–7, 7–5, 7–5   | Jeff Coetzee Damien Roberts            | Jaime Oncins Gouichi Motomura              | Jeff Coetzee Sébastien de Chaunac Lars Jonsson Juan Ignacio Chela          |
| 10 agosto | Levene Gouldin & Thompson Tennis Challenger 1998 Binghamton, USA Cemento $50 000 Singolare - Doppio               | Takao Suzuki 5–2 rit.                           | Diego Nargiso                          | Mosè Navarra Stefano Pescosolido           | Julien Boutter Peter Wessels Geoff Grant Cristiano Caratti                 |
| 10 agosto | Levene Gouldin & Thompson Tennis Challenger 1998 Binghamton, USA Cemento $50 000 Singolare - Doppio               | Myles Wakefield Wesley Whitehouse 7–5, 2–6, 7–5 | Petr Luxa Bernardo Martínez            | Mosè Navarra Stefano Pescosolido           | Julien Boutter Peter Wessels Geoff Grant Cristiano Caratti                 |
| 10 agosto | Nettingsdorf Challenger 1998 Nettingsdorf, Austria Terra rossa $50 000 Singolare - Doppio                         | Markus Hipfl 6–2, 6–0                           | Clemens Trimmel                        | Emanuel Couto Marcelo Filippini            | Jan Frode Andersen Ingo Neumüller Diego Moyano Óscar Serrano Gámez         |
| 10 agosto | Nettingsdorf Challenger 1998 Nettingsdorf, Austria Terra rossa $50 000 Singolare - Doppio                         | Tomáš Krupa Borut Urh 6–1, 6–4                  | Tomáš Cibulec Leoš Friedl              | Emanuel Couto Marcelo Filippini            | Jan Frode Andersen Ingo Neumüller Diego Moyano Óscar Serrano Gámez         |
| 10 agosto | Sopot Challenger 1998 Sopot, Polonia Terra rossa €30 000+H Singolare - Doppio                                     | Michał Chmela 6–2, 7–6                          | Thomas Larsen                          | Andrés Schneiter Tapio Nurminen            | Márcio Carlsson Gastón Etlis Bartłomiej Dąbrowski Tomáš Zíb                |
| 10 agosto | Sopot Challenger 1998 Sopot, Polonia Terra rossa €30 000+H Singolare - Doppio                                     | James Greenhalgh Nenad Zimonjić 6–1, 6–3        | Alexander Shvets Milen Velev           | Andrés Schneiter Tapio Nurminen            | Márcio Carlsson Gastón Etlis Bartłomiej Dąbrowski Tomáš Zíb                |
| 17 agosto | GHI Bronx Tennis Classic 1998 Bronx, USA Cemento $50 000 Singolare - Doppio                                       | Miles Maclagan 7–6, 6–2                         | Oren Motevassel                        | Gouichi Motomura Mosè Navarra              | Antony Dupuis Jared Palmer Stéphane Huet Nick Gould                        |
| 17 agosto | GHI Bronx Tennis Classic 1998 Bronx, USA Cemento $50 000 Singolare - Doppio                                       | Jared Palmer Takao Suzuki 6–1, 6–2              | Ota Fukárek Gabriel Trifu              | Gouichi Motomura Mosè Navarra              | Antony Dupuis Jared Palmer Stéphane Huet Nick Gould                        |
| 17 agosto | S Tennis Masters Challenger 1998 Graz, Austria Terra rossa €30 000+H Singolare - Doppio                           | Carlos Costa 7–5, 7–6                           | Albert Portas                          | Galo Blanco Martín Rodríguez               | Agustín Calleri Markus Hipfl Dinu Pescariu Juan Antonio Marín              |
| 17 agosto | S Tennis Masters Challenger 1998 Graz, Austria Terra rossa €30 000+H Singolare - Doppio                           | Dinu Pescariu Albert Portas 6–3, 6–4            | Lan Bale Nebojša Đorđević              | Galo Blanco Martín Rodríguez               | Agustín Calleri Markus Hipfl Dinu Pescariu Juan Antonio Marín              |
| 17 agosto | Warsaw Challenger 1998 Varsavia, Polonia Terra rossa €30 000+H Singolare - Doppio                                 | Jiří Vaněk 7–6, 7–5                             | Andrej Čerkasov                        | Luis Morejón Nenad Zimonjić                | Alberto Martín Iztok Božič Gastón Etlis Ivan Ljubičić                      |
| 17 agosto | Warsaw Challenger 1998 Varsavia, Polonia Terra rossa €30 000+H Singolare - Doppio                                 | James Greenhalgh Nenad Zimonjić walkover        | Ali Hamadeh Johan Landsberg            | Luis Morejón Nenad Zimonjić                | Alberto Martín Iztok Božič Gastón Etlis Ivan Ljubičić                      |
| 24 agosto | IPP Trophy 1998 Ginevra, Svizzera Terra rossa $35 000+H Singolare - Doppio                                        | Juan Albert Viloca 6–3, 6–4                     | Younes El Aynaoui                      | Christophe Van Garsse Marco Meneschincheri | Márcio Carlsson Christian Vinck Orlin Stanojčev Jens Knippschild           |
| 24 agosto | IPP Trophy 1998 Ginevra, Svizzera Terra rossa $35 000+H Singolare - Doppio                                        | Rikard Bergh Jens Knippschild 6–2, 3–6, 6–4     | Michal Tabara Radomír Vašek            | Christophe Van Garsse Marco Meneschincheri | Márcio Carlsson Christian Vinck Orlin Stanojčev Jens Knippschild           |
| 31 agosto | Alpirsbach Challenger 1998 Alpirsbach, Germania Terra rossa €30 000+H Singolare - Doppio                          | Stefan Koubek 7–6, 6–4                          | Orlin Stanojčev                        | Franz Stauder Marzio Martelli              | Salvador Navarro Gutiérrez Álex López Morón Andrej Čerkasov Marcello Craca |
| 31 agosto | Alpirsbach Challenger 1998 Alpirsbach, Germania Terra rossa €30 000+H Singolare - Doppio                          | Tomáš Cibulec Leoš Friedl 6–1, 7–6              | Marcus Hilpert Filippo Veglio          | Franz Stauder Marzio Martelli              | Salvador Navarro Gutiérrez Álex López Morón Andrej Čerkasov Marcello Craca |
| 31 agosto | Yugoslavia Open 1998 Belgrado, Yugoslavia Terra rossa €30 000+H Singolare - Doppio                                | Jiří Vaněk 6–3, 6–3                             | Diego Moyano                           | Christophe Rochus David Caballero-García   | Emanuel Couto Olivier Malcor Tomas Behrend Attila Sávolt                   |
| 31 agosto | Yugoslavia Open 1998 Belgrado, Yugoslavia Terra rossa €30 000+H Singolare - Doppio                                | Raemon Sluiter Nenad Zimonjić 6–4, 6–4          | Ali Hamadeh Johan Landsberg            | Christophe Rochus David Caballero-García   | Emanuel Couto Olivier Malcor Tomas Behrend Attila Sávolt                   |
| 31 agosto | Santa Cruz de la Sierra Challenger 1998 Santa Cruz de la Sierra, Bolivia Terra rossa €30 000+H Singolare - Doppio | Gastón Gaudio 6–2, 6–3                          | Luis Morejón                           | Nicolás Massú Héctor Moretti               | Eduardo Medica Alejandro Hernández Paulo Taicher Boris Borgula             |
| 31 agosto | Santa Cruz de la Sierra Challenger 1998 Santa Cruz de la Sierra, Bolivia Terra rossa €30 000+H Singolare - Doppio | Marcelo Charpentier Andrés Schneiter 6–2, 6–3   | Kepler Orellana Jimy Szymanski         | Nicolás Massú Héctor Moretti               | Eduardo Medica Alejandro Hernández Paulo Taicher Boris Borgula             |

### Settembre
| Data         | Torneo                                                                                        | Vincitori                                               | Finalisti                           | Semifinalii                           | Eliminati ai quarti                                                          |
| ------------ | --------------------------------------------------------------------------------------------- | ------------------------------------------------------- | ----------------------------------- | ------------------------------------- | ---------------------------------------------------------------------------- |
| 7 settembre  | Brașov Challenger 1998 Brașov, Romania Terra rossa $35 000+H Singolare - Doppio               | Dinu Pescariu 6–3, 3–6, 6–2                             | Thomas Larsen                       | Stéphane Huet Andrej Stoljarov        | George Cosac Marzio Martelli Gergely Kisgyörgy Ionuț Moldovan                |
| 7 settembre  | Brașov Challenger 1998 Brașov, Romania Terra rossa $35 000+H Singolare - Doppio               | Juan Ignacio Carrasco Jairo Velasco, Jr. 6–4, 3–6, 6–2  | Tomáš Cibulec Leoš Friedl           | Stéphane Huet Andrej Stoljarov        | George Cosac Marzio Martelli Gergely Kisgyörgy Ionuț Moldovan                |
| 7 settembre  | Budva Challenger 1998 Budua, Jugoslavia Terra rossa $50 000 Singolare - Doppio                | Tomas Behrend 3–6, 6–3, 6–2                             | Fredrik Jonsson                     | David Caballero-García Germán Puentes | Radek Štěpánek Eduardo Nicolás Espin Emanuel Couto Igor Gaudi                |
| 7 settembre  | Budva Challenger 1998 Budua, Jugoslavia Terra rossa $50 000 Singolare - Doppio                | Eduardo Nicolás Espin Germán Puentes 3–6, 6–1, 6–3      | Emanuel Couto João Cunha e Silva    | David Caballero-García Germán Puentes | Radek Štěpánek Eduardo Nicolás Espin Emanuel Couto Igor Gaudi                |
| 7 settembre  | Edinburgh Challenger 1998 Edimburgo, Gran Bretagna Terra verde $50 000+H Singolare - Doppio   | Tomas Nydahl 6–4, 6–1                                   | Jan Frode Andersen                  | Kalle Flygt Patrik Fredriksson        | Marcos Ondruska Edwin Kempes George Bastl Ivan Ljubičić                      |
| 7 settembre  | Edinburgh Challenger 1998 Edimburgo, Gran Bretagna Terra verde $50 000+H Singolare - Doppio   | Edwin Kempes Peter Wessels 6–7, 6–3, 6–2                | Marcos Ondruska Chris Wilkinson     | Kalle Flygt Patrik Fredriksson        | Marcos Ondruska Edwin Kempes George Bastl Ivan Ljubičić                      |
| 7 settembre  | Challenger ATP Club Premium Open 1998 Quito, Ecuador Terra rossa $35 000+H Singolare - Doppio | Nicolás Massú 3–6, 6–3, 6–0                             | Mariano Sánchez                     | Mauricio Hadad Eduardo Medica         | Florian Allgauer Marcelo Charpentier Luis Morejón Jimy Szymanski             |
| 7 settembre  | Challenger ATP Club Premium Open 1998 Quito, Ecuador Terra rossa $35 000+H Singolare - Doppio | Adriano Ferreira Óscar Ortiz 6–3, 6–4                   | Kepler Orellana Jimy Szymanski      | Mauricio Hadad Eduardo Medica         | Florian Allgauer Marcelo Charpentier Luis Morejón Jimy Szymanski             |
| 14 settembre | Budapest Challenger 2 1998 Budapest, Ungheria Terra rossa $35 000+H Singolare - Doppio        | Renzo Furlan 6–2, 6–3                                   | Christophe Van Garsse               | Thomas Larsen Andrej Čerkasov         | Jan Frode Andersen Marzio Martelli Radek Štěpánek Christophe Rochus          |
| 14 settembre | Budapest Challenger 2 1998 Budapest, Ungheria Terra rossa $35 000+H Singolare - Doppio        | Gábor Köves Thomas Strengberger 6–4, 6–4                | Leoš Friedl Radek Štěpánek          | Thomas Larsen Andrej Čerkasov         | Jan Frode Andersen Marzio Martelli Radek Štěpánek Christophe Rochus          |
| 14 settembre | Florianopolis Challenger 1998 Florianópolis, Brasile Terra rossa $35 000+H Singolare - Doppio | Guillermo Cañas 6–2, 7–5                                | Márcio Carlsson                     | Marcelo Filippini Lucas Arnold Ker    | Jaime Oncins Hernán Gumy André Sá Ramón Delgado                              |
| 14 settembre | Florianopolis Challenger 1998 Florianópolis, Brasile Terra rossa $35 000+H Singolare - Doppio | Jaime Oncins André Sá 6–0, 6–1                          | Marcelo Filippini Gonzalo Rodríguez | Marcelo Filippini Lucas Arnold Ker    | Jaime Oncins Hernán Gumy André Sá Ramón Delgado                              |
| 14 settembre | Macedonian Open 1998 Skopje, Macedonia Terra rossa $35 000+H Singolare - Doppio               | Jordi Mas-Rodriguez 6–3, 6–4                            | Tomas Behrend                       | Tomáš Catar David Caballero-García    | Ivaylo Traykov Herbert Wiltschnig Andrej Merinov Milen Velev                 |
| 14 settembre | Macedonian Open 1998 Skopje, Macedonia Terra rossa $35 000+H Singolare - Doppio               | Eduardo Nicolás Espin Germán Puentes 7–5, 3–6, 7–6      | Andrej Merinov Andrej Stoljarov     | Tomáš Catar David Caballero-García    | Ivaylo Traykov Herbert Wiltschnig Andrej Merinov Milen Velev                 |
| 21 settembre | Copa Sevilla 1998 Siviglia, Spagna Terra gialla €42 000+H Singolare - Doppio                  | Alberto Martín 6–1, 5–7, 6–2                            | Davide Scala                        | Marzio Martelli Edwin Kempes          | Federico Browne José Imaz Ruiz Kim Tiilikainen Salvador Navarro Gutiérrez    |
| 21 settembre | Copa Sevilla 1998 Siviglia, Spagna Terra gialla €42 000+H Singolare - Doppio                  | Alberto Martín Salvador Navarro Gutiérrez 2–6, 7–5, 6–3 | Edwin Kempes Rogier Wassen          | Marzio Martelli Edwin Kempes          | Federico Browne José Imaz Ruiz Kim Tiilikainen Salvador Navarro Gutiérrez    |
| 21 settembre | Pekao Open 1998 Stettino, Polonia Terra rossa €106 000+H Singolare - Doppio                   | Younes El Aynaoui 6–3, 6–4                              | Jens Knippschild                    | Mariano Zabaleta Michael Kohlmann     | Richard Fromberg Charles Auffray Bartłomiej Dąbrowski Dennis van Scheppingen |
| 21 settembre | Pekao Open 1998 Stettino, Polonia Terra rossa €106 000+H Singolare - Doppio                   | Orlin Stanojčev Radomír Vašek 7–6, 3–6, 6–4             | Massimo Ardinghi Álex López Morón   | Mariano Zabaleta Michael Kohlmann     | Richard Fromberg Charles Auffray Bartłomiej Dąbrowski Dennis van Scheppingen |
| 21 settembre | JSM Challenger 1998 Urbana, USA Cemento indoor $25 000+H Singolare - Doppio                   | Daniel Nestor 3–6, 7–6, 6–3                             | Maurice Ruah                        | Wesley Whitehouse Cristiano Caratti   | Scott Humphries Wade McGuire Mashiska Washington Lorenzo Manta               |
| 21 settembre | JSM Challenger 1998 Urbana, USA Cemento indoor $25 000+H Singolare - Doppio                   | Jared Palmer Jonathan Stark 6–4, 7–6                    | Doug Flach Mark Merklein            | Wesley Whitehouse Cristiano Caratti   | Scott Humphries Wade McGuire Mashiska Washington Lorenzo Manta               |
| 28 settembre | Caracas Challenger 1998 Caracas, Venezuela Cemento (indoor) €106 000+H Singolare - Doppio     | Adriano Ferreira 6–1, 6–4                               | Kepler Orellana                     | Andrés Zingman André Sá               | Geoff Grant Jiří Vaněk Jan Frode Andersen Maurice Ruah                       |
| 28 settembre | Caracas Challenger 1998 Caracas, Venezuela Cemento (indoor) €106 000+H Singolare - Doppio     | Geoff Grant Maurice Ruah 4–6, 6–1, 6–2                  | Gouichi Motomura André Sá           | Andrés Zingman André Sá               | Geoff Grant Jiří Vaněk Jan Frode Andersen Maurice Ruah                       |
| 28 settembre | Challenger of Dallas 1998 Dallas, Texas, Stati Uniti Cemento $50 000 Singolare - Doppio       | Daniel Nestor 6–1, 6–2                                  | Cristiano Caratti                   | Lars Rehmann Paul Goldstein           | Wesley Whitehouse Sandon Stolle Bob Bryan Damien Roberts                     |
| 28 settembre | Challenger of Dallas 1998 Dallas, Texas, Stati Uniti Cemento $50 000 Singolare - Doppio       | Jared Palmer Jonathan Stark 6–3, 6–4                    | Michael Hill Scott Humphries        | Lars Rehmann Paul Goldstein           | Wesley Whitehouse Sandon Stolle Bob Bryan Damien Roberts                     |
| 28 settembre | Oporto Challenger 1998 Porto, Portogallo Terra rossa $50 000+H Singolare - Doppio             | Younes El Aynaoui 4–6, 6–2, 6–4                         | Stefan Koubek                       | Alberto Martín Martín Rodríguez       | Renzo Furlan Rogier Wassen Andrej Čerkasov Albert Portas                     |
| 28 settembre | Oporto Challenger 1998 Porto, Portogallo Terra rossa $50 000+H Singolare - Doppio             | Juan Ignacio Carrasco Jairo Velasco, Jr. 7–5, 6–4       | Cristian Brandi Stephen Noteboom    | Alberto Martín Martín Rodríguez       | Renzo Furlan Rogier Wassen Andrej Čerkasov Albert Portas                     |
| 28 settembre | Olbia Challenger 1998 Olbia, Italia Cemento €42 000+H Singolare - Doppio                      | Daniele Bracciali 7–6, 6–4                              | Eyal Ran                            | Lorenzo Manta Todd Larkham            | Kentaro Masuda Noam Behr Jordi Mas-Rodriguez Fredrik Jonsson                 |
| 28 settembre | Olbia Challenger 1998 Olbia, Italia Cemento €42 000+H Singolare - Doppio                      | Todd Larkham Chris Wilkinson 3–6, 6–3, 7–6              | Thomas Shimada Filippo Veglio       | Lorenzo Manta Todd Larkham            | Kentaro Masuda Noam Behr Jordi Mas-Rodriguez Fredrik Jonsson                 |

### Ottobre
| Data       | Torneo                                                                                    | Vincitori                                       | Finalisti                                 | Semifinalii                        | Eliminati ai quarti                                                        |
| ---------- | ----------------------------------------------------------------------------------------- | ----------------------------------------------- | ----------------------------------------- | ---------------------------------- | -------------------------------------------------------------------------- |
| 5 ottobre  | San Antonio Challenger 1998 San Antonio, USA Cemento €106 000+H Singolare - Doppio        | Geoff Grant 6–1, 6–7, 4–1 rit.                  | Mark Knowles                              | Paul Goldstein Mosè Navarra        | Michael Joyce Ronald Agénor Barry Cowan Michael Hill                       |
| 5 ottobre  | San Antonio Challenger 1998 San Antonio, USA Cemento €106 000+H Singolare - Doppio        | David DiLucia Michael Sell 6–3, 6–1             | Michael Hill Scott Humphries              | Paul Goldstein Mosè Navarra        | Michael Joyce Ronald Agénor Barry Cowan Michael Hill                       |
| 5 ottobre  | Santiago Challenger 1998 Santiago, Cile Terra rossa $50 000+H Singolare - Doppio          | Sebastián Prieto 7–5, 6–4                       | Peter Wessels                             | Agustín Calleri Jan Frode Andersen | Francisco Cabello Luis Horna Christian Ruud Mauricio Hadad                 |
| 5 ottobre  | Santiago Challenger 1998 Santiago, Cile Terra rossa $50 000+H Singolare - Doppio          | Ota Fukárek Attila Sávolt 7–6, 6–4              | Edwin Kempes Peter Wessels                | Agustín Calleri Jan Frode Andersen | Francisco Cabello Luis Horna Christian Ruud Mauricio Hadad                 |
| 5 ottobre  | Tel Aviv Challenger 1998 Tel Aviv, Israele Cemento $50 000+H Singolare - Doppio           | Gianluca Pozzi 6–1, 6–7, 6–3                    | Lior Mor                                  | Lorenzo Manta Michal Tabara        | Vladimir Volčkov Lars Jonsson Neville Godwin Noam Okun                     |
| 5 ottobre  | Tel Aviv Challenger 1998 Tel Aviv, Israele Cemento $50 000+H Singolare - Doppio           | Radek Štěpánek Michal Tabara 7–6, 6–3           | Noam Okun Nir Welgreen                    | Lorenzo Manta Michal Tabara        | Vladimir Volčkov Lars Jonsson Neville Godwin Noam Okun                     |
| 12 ottobre | Ciutat de Barcelona 1998 Barcellona, Spagna Terra rossa $50 000+H Singolare - Doppio      | Fernando Vicente 6–3, 6–3                       | Jan Frode Andersen                        | Albert Portas Alberto Martín       | Carlos Costa Jens Knippschild Galo Blanco Stefan Koubek                    |
| 12 ottobre | Ciutat de Barcelona 1998 Barcellona, Spagna Terra rossa $50 000+H Singolare - Doppio      | José Antonio Conde Javier Sánchez 4–6, 6–4, 6–3 | Massimo Bertolini Cristian Brandi         | Albert Portas Alberto Martín       | Carlos Costa Jens Knippschild Galo Blanco Stefan Koubek                    |
| 12 ottobre | San Diego Challenger 1998 San Diego, USA Cemento €106 000+H Singolare - Doppio            | Ville Liukko 7–5, 7–6                           | Paul Goldstein                            | Alejandro Hernández Jared Palmer   | Cédric Kauffmann Mark Knowles Mariano Sánchez Maurice Ruah                 |
| 12 ottobre | San Diego Challenger 1998 San Diego, USA Cemento €106 000+H Singolare - Doppio            | Paul Goldstein Adam Peterson 6–2, 7–5           | Michael Hill Scott Humphries              | Alejandro Hernández Jared Palmer   | Cédric Kauffmann Mark Knowles Mariano Sánchez Maurice Ruah                 |
| 12 ottobre | São Paulo Challenger 1998 San Paolo, Brasile Cemento $100 000 Singolare - Doppio          | Fernando Meligeni 6–1, 6–4                      | Marcelo Filippini                         | Juan Ignacio Chela Jaime Oncins    | Márcio Carlsson Nicolás Lapentti Mariano Zabaleta Christian Ruud           |
| 12 ottobre | São Paulo Challenger 1998 San Paolo, Brasile Cemento $100 000 Singolare - Doppio          | Diego del Río Martín Rodríguez 7–6, 6–3         | Edwin Kempes Peter Wessels                | Juan Ignacio Chela Jaime Oncins    | Márcio Carlsson Nicolás Lapentti Mariano Zabaleta Christian Ruud           |
| 19 ottobre | Cairo Challenger 1998 Il Cairo, Egitto Terra rossa $100 000 Singolare - Doppio            | Albert Portas 6–2, 1–6, 6–3                     | Alberto Martín                            | Oliver Gross Jens Knippschild      | Javier Sánchez Marco Meneschincheri Salvador Navarro Gutiérrez Jacobo Diaz |
| 19 ottobre | Cairo Challenger 1998 Il Cairo, Egitto Terra rossa $100 000 Singolare - Doppio            | Álex López Morón Albert Portas 4–6, 6–3, 6–2    | Alberto Martín Salvador Navarro Gutiérrez | Oliver Gross Jens Knippschild      | Javier Sánchez Marco Meneschincheri Salvador Navarro Gutiérrez Jacobo Diaz |
| 19 ottobre | Bauer Cup 1998 Eckental, Germania Sintetico (indoor) €35 000+H Singolare - Doppio         | Jared Palmer 7–6, 6–2                           | Wolfgang Schranz                          | Bernd Karbacher Mosè Navarra       | Rainer Schüttler Lorenzo Manta Nuno Marques Wayne Arthurs                  |
| 19 ottobre | Bauer Cup 1998 Eckental, Germania Sintetico (indoor) €35 000+H Singolare - Doppio         | Tomáš Cibulec Raemon Sluiter 7–6, 6–3           | Barry Cowan Filippo Veglio                | Bernd Karbacher Mosè Navarra       | Rainer Schüttler Lorenzo Manta Nuno Marques Wayne Arthurs                  |
| 19 ottobre | Hong Kong Challenger 1998 Hong Kong, Cina Cemento $100 000 Singolare - Doppio             | Daniel Nestor Finale non disputata              | Lleyton Hewitt                            | Michael Tebbutt Cecil Mamiit       | Leander Paes Justin Gimelstob Dennis van Scheppingen Karsten Braasch       |
| 19 ottobre | Hong Kong Challenger 1998 Hong Kong, Cina Cemento $100 000 Singolare - Doppio             | Ben Ellwood Lleyton Hewitt Finale non disputata | Jim Thomas Laurence Tieleman              | Michael Tebbutt Cecil Mamiit       | Leander Paes Justin Gimelstob Dennis van Scheppingen Karsten Braasch       |
| 19 ottobre | Montevideo Challenger 1998 Montevideo, Uruguay Terra rossa €106 000+H Singolare - Doppio  | Eduardo Medica 6–4, 6–4                         | Christian Ruud                            | Martín Rodríguez Márcio Carlsson   | Francisco Cabello Markus Hipfl Agustín Calleri Gastón Gaudio               |
| 19 ottobre | Montevideo Challenger 1998 Montevideo, Uruguay Terra rossa €106 000+H Singolare - Doppio  | Francisco Cabello Agustín Calleri 6–4, 6–4      | Paulo Taicher Cristiano Testa             | Martín Rodríguez Márcio Carlsson   | Francisco Cabello Markus Hipfl Agustín Calleri Gastón Gaudio               |
| 19 ottobre | Samarkand Challenger 1998 Samarcanda, Uzbekistan Terra rossa $35 000+H Singolare - Doppio | Fredrik Jonsson 7–6, 6–3                        | Oleg Ogorodov                             | Noam Behr Răzvan Sabău             | Tapio Nurminen Andrei Rybalko Alexander Shvets Vadim Kucenko               |
| 19 ottobre | Samarkand Challenger 1998 Samarcanda, Uzbekistan Terra rossa $35 000+H Singolare - Doppio | Noam Behr Eyal Ran 1–6, 6–4, 7–6                | Andrej Merinov Andrej Stoljarov           | Noam Behr Răzvan Sabău             | Tapio Nurminen Andrei Rybalko Alexander Shvets Vadim Kucenko               |
| 26 ottobre | Brest Challenger 1998 Brest, Francia Cemento indoor $35 000+H Singolare - Doppio          | Jérôme Golmard 6–4, 6–4                         | Jean-Baptiste Perlant                     | Diego Nargiso Rodolphe Gilbert     | Julien Varlet Dirk Dier Orlin Stanojčev Justin Gimelstob                   |
| 26 ottobre | Brest Challenger 1998 Brest, Francia Cemento indoor $35 000+H Singolare - Doppio          | Neville Godwin Marcos Ondruska 6–4, 5–7, 6–4    | Justin Gimelstob Brian MacPhie            | Diego Nargiso Rodolphe Gilbert     | Julien Varlet Dirk Dier Orlin Stanojčev Justin Gimelstob                   |

### Novembre
| Data        | Torneo                                                                                            | Vincitori                                    | Finalisti                                 | Semifinalii                         | Eliminati ai quarti                                                 |
| ----------- | ------------------------------------------------------------------------------------------------- | -------------------------------------------- | ----------------------------------------- | ----------------------------------- | ------------------------------------------------------------------- |
| 2 novembre  | Lambertz Open by STAWAG 1998 Aquisgrana, Germania Sintetico (indoor) €42 000+H Singolare - Doppio | Hendrik Dreekmann 7–6, 6–4                   | Orlin Stanojčev                           | Axel Pretzsch Justin Gimelstob      | Peter Wessels Johan Van Herck Laurence Tieleman Tuomas Ketola       |
| 2 novembre  | Lambertz Open by STAWAG 1998 Aquisgrana, Germania Sintetico (indoor) €42 000+H Singolare - Doppio | Menno Oosting Pavel Vízner 7–6, 6–3          | Tuomas Ketola Petr Pála                   | Axel Pretzsch Justin Gimelstob      | Peter Wessels Johan Van Herck Laurence Tieleman Tuomas Ketola       |
| 9 novembre  | Las Vegas Tennis Open 1998 Las Vegas, USA Cemento €42 000+H Singolare - Doppio                    | Cecil Mamiit 7–5, 6–3                        | Maurice Ruah                              | David Caldwell Lior Mor             | Paul Goldstein Michael Hill Ronald Agénor Alejandro Hernández       |
| 9 novembre  | Las Vegas Tennis Open 1998 Las Vegas, USA Cemento €42 000+H Singolare - Doppio                    | Marcos Ondruska Byron Talbot 7–6, 6–3        | David DiLucia Michael Sell                | David Caldwell Lior Mor             | Paul Goldstein Michael Hill Ronald Agénor Alejandro Hernández       |
| 16 novembre | Andorra Challenger 1998 Andorra, Andorra Cemento indoor $35 000+H Singolare - Doppio              | Justin Gimelstob 6–3, 2–6, 7–6               | George Bastl                              | Marc-Kevin Goellner Peter Wessels   | Tomás Carbonell Mikael Tillström Arnaud Clément Sjeng Schalken      |
| 16 novembre | Andorra Challenger 1998 Andorra, Andorra Cemento indoor $35 000+H Singolare - Doppio              | Justin Gimelstob Jack Waite 2–6, 6–4, 6–3    | Massimo Ardinghi Vincenzo Santopadre      | Marc-Kevin Goellner Peter Wessels   | Tomás Carbonell Mikael Tillström Arnaud Clément Sjeng Schalken      |
| 16 novembre | ATP Buenos Aires 1998 Buenos Aires, Argentina Terra rossa $50 000+H Singolare - Doppio            | Younes El Aynaoui 7–6, 6–1                   | Alberto Martín                            | Franco Squillari Juan Antonio Marín | Marzio Martelli Hernán Gumy Sebastián Prieto Marcelo Filippini      |
| 16 novembre | ATP Buenos Aires 1998 Buenos Aires, Argentina Terra rossa $50 000+H Singolare - Doppio            | Guillermo Cañas Martín García 6–7, 6–1, 6–4  | Alberto Martín Salvador Navarro Gutiérrez | Franco Squillari Juan Antonio Marín | Marzio Martelli Hernán Gumy Sebastián Prieto Marcelo Filippini      |
| 16 novembre | Challenger Britania Zavaleta 1998 Puebla, Messico Cemento $35 000+H Singolare - Doppio            | Vladimir Volčkov 6–3, 6–3                    | Christophe Rochus                         | Gastón Etlis Alejandro Hernández    | Lior Mor Ville Liukko Eyal Ran Maurice Ruah                         |
| 16 novembre | Challenger Britania Zavaleta 1998 Puebla, Messico Cemento $35 000+H Singolare - Doppio            | Alejandro Hernández Mariano Sánchez 7–6, 7–6 | Bernardo Martínez Gouichi Motomura        | Gastón Etlis Alejandro Hernández    | Lior Mor Ville Liukko Eyal Ran Maurice Ruah                         |
| 16 novembre | Rancho Mirage Challenger 1998 Rancho Mirage, USA Cemento €42 000+H Singolare - Doppio             | Christian Ruud 6–7, 6–3, 6–2                 | Cecil Mamiit                              | Tomáš Zíb Christian Vinck           | Ronald Agénor Marcos Ondruska David Caldwell David Caballero-García |
| 16 novembre | Rancho Mirage Challenger 1998 Rancho Mirage, USA Cemento €42 000+H Singolare - Doppio             | Wayne Arthurs Peter Tramacchi 6–3, 3–6, 6–3  | Todd Larkham Grant Silcock                | Tomáš Zíb Christian Vinck           | Ronald Agénor Marcos Ondruska David Caldwell David Caballero-García |
| 23 novembre | Burbank Challenger 1998 Burbank, USA Cemento $50 000+H Singolare - Doppio                         | Cecil Mamiit 7–6, 7–5                        | David Nainkin                             | Ville Liukko Alex O'Brien           | Tomáš Zíb Jared Palmer Marcos Ondruska Peter Tramacchi              |
| 23 novembre | Burbank Challenger 1998 Burbank, USA Cemento $50 000+H Singolare - Doppio                         | Mike Bryan Bob Bryan 6–0, 7–6                | David DiLucia Michael Sell                | Ville Liukko Alex O'Brien           | Tomáš Zíb Jared Palmer Marcos Ondruska Peter Tramacchi              |
| 23 novembre | Lima Challenger 1998 Lima, Perù Terra rossa $35 000+H Singolare - Doppio                          | Stefan Koubek 6–3, 2–6, 6–0                  | Juan Ignacio Chela                        | Alberto Martín Mauricio Hadad       | Gastón Gaudio Luis Horna Attila Sávolt Eduardo Medica               |
| 23 novembre | Lima Challenger 1998 Lima, Perù Terra rossa $35 000+H Singolare - Doppio                          | Diego del Río Martín Rodríguez 6–4, 7–6      | Federico Browne Eduardo Medica            | Alberto Martín Mauricio Hadad       | Gastón Gaudio Luis Horna Attila Sávolt Eduardo Medica               |
| 23 novembre | Portoroz Challenger 1998 Portorose, Slovenia Cemento indoor $35 000+H Singolare - Doppio          | Rainer Schüttler 6–3, 6–2                    | Peter Wessels                             | Michael Kohlmann Tuomas Ketola      | Radek Štěpánek Lars Burgsmüller George Bastl Omar Camporese         |
| 23 novembre | Portoroz Challenger 1998 Portorose, Slovenia Cemento indoor $35 000+H Singolare - Doppio          | Maks Mirny Andrej Ol'chovskij 6–4, 7–6       | Aleksandar Kitinov Takao Suzuki           | Michael Kohlmann Tuomas Ketola      | Radek Štěpánek Lars Burgsmüller George Bastl Omar Camporese         |
| 23 novembre | Toluca Challenger 1998 Toluca, Messico Terra rossa $35 000+H Singolare - Doppio                   | Rogier Wassen 5–7, 6–1, 6–4                  | Gastón Etlis                              | Mariano Sánchez Andrej Stoljarov    | Harel Levy Andrés Zingman Marco Osorio Nicolás Massú                |
| 23 novembre | Toluca Challenger 1998 Toluca, Messico Terra rossa $35 000+H Singolare - Doppio                   | Alejandro Hernández Mariano Sánchez 6–3, 6–4 | Edwin Kempes Rogier Wassen                | Mariano Sánchez Andrej Stoljarov    | Harel Levy Andrés Zingman Marco Osorio Nicolás Massú                |
| 30 novembre | Guadalajara Challenger 1998 Guadalajara, Messico Terra rossa $50 000+H Singolare - Doppio         | Markus Hipfl 6–7, 7–6, 7–6                   | Younes El Aynaoui                         | Mariano Sánchez Gastón Etlis        | Eduardo Medica Francisco Cabello Alejandro Hernández Javier Sánchez |
| 30 novembre | Guadalajara Challenger 1998 Guadalajara, Messico Terra rossa $50 000+H Singolare - Doppio         | Sander Groen Ali Hamadeh 6–4, 6–2            | Martín García Sebastián Prieto            | Mariano Sánchez Gastón Etlis        | Eduardo Medica Francisco Cabello Alejandro Hernández Javier Sánchez |
| 30 novembre | Nümbrecht Challenger 1998 Nümbrecht, Germania Cemento (indoor) €106 000+H Singolare - Doppio      | Christian Vinck 6–7, 6–4, 6–4                | Peter Wessels                             | George Bastl Marc Rosset            | Orlin Stanojčev Mosè Navarra Axel Pretzsch Marcos Ondruska          |
| 30 novembre | Nümbrecht Challenger 1998 Nümbrecht, Germania Cemento (indoor) €106 000+H Singolare - Doppio      | Maks Mirny Andrej Ol'chovskij 6–4, 7–6       | Sasa Hirszon Aleksandar Kitinov           | George Bastl Marc Rosset            | Orlin Stanojčev Mosè Navarra Axel Pretzsch Marcos Ondruska          |

### Dicembre
| Data        | Torneo                                                                              | Vincitori                                  | Finalisti                         | Semifinalii                         | Eliminati ai quarti                                           |
| ----------- | ----------------------------------------------------------------------------------- | ------------------------------------------ | --------------------------------- | ----------------------------------- | ------------------------------------------------------------- |
| 7 dicembre  | Perth Challenger 1998 Perth, Australia Cemento $25 000+H Singolare - Doppio         | Lleyton Hewitt 6–4, 6–4                    | Mark Draper                       | James Sekulov Dejan Petrović        | Jurek Stasiak Chris Rae Todd Larkham Mark Hlawaty             |
| 7 dicembre  | Perth Challenger 1998 Perth, Australia Cemento $25 000+H Singolare - Doppio         | Lleyton Hewitt Paul Kilderry 6–7, 6–3, 7–6 | Dejan Petrović Grant Silcock      | James Sekulov Dejan Petrović        | Jurek Stasiak Chris Rae Todd Larkham Mark Hlawaty             |
| 7 dicembre  | Santiago Challenger II 1998 Santiago, Cile Terra rossa $50 000+H Singolare - Doppio | Gastón Gaudio 6–2, 3–6, 6–4                | Karim Alami                       | Francisco Cabello Damián Furmanski  | Markus Hipfl Agustín Calleri Luis Horna Enzo Artoni           |
| 7 dicembre  | Santiago Challenger II 1998 Santiago, Cile Terra rossa $50 000+H Singolare - Doppio | Enzo Artoni Federico Browne 6–2, 6–4       | Hermes Gamonal Ricardo Schlachter | Francisco Cabello Damián Furmanski  | Markus Hipfl Agustín Calleri Luis Horna Enzo Artoni           |
| 21 dicembre | Ahmedabad Challenger 1998 Ahmedabad, India Cemento $50 000+H Singolare - Doppio     | Antony Dupuis 6–4, 6–2                     | Oleg Ogorodov                     | Kentaro Masuda Eyal Ran             | Dmitrij Tomaševič Oren Motevassel Ofer Sela Srinath Prahlad   |
| 21 dicembre | Ahmedabad Challenger 1998 Ahmedabad, India Cemento $50 000+H Singolare - Doppio     | Noam Okun Nir Welgreen 3–6, 6–0, 6–4       | Noam Behr Eyal Ran                | Kentaro Masuda Eyal Ran             | Dmitrij Tomaševič Oren Motevassel Ofer Sela Srinath Prahlad   |
| 28 dicembre | Mumbai Challenger 1998 Mumbai, India Cemento $50 000+H Singolare - Doppio           | Antony Dupuis 7–5, 7–6                     | Julien Boutter                    | Grégory Carraz Sébastien de Chaunac | Gouichi Motomura Mahesh Bhupathi Hideki Kaneko Andrej Merinov |
| 28 dicembre | Mumbai Challenger 1998 Mumbai, India Cemento $50 000+H Singolare - Doppio           | Noam Behr Eyal Ran 6–2, 7–6                | Mahesh Bhupathi Gaurav Natekar    | Grégory Carraz Sébastien de Chaunac | Gouichi Motomura Mahesh Bhupathi Hideki Kaneko Andrej Merinov |